# Mermithida
Mermithida — ряд нематод класу Enoplea.

## Спосіб життя
Ряд включає дві родини, більшість представників якої є ендопаразитами членистоногих.

## Опис
Представники ряду характеризуються наявністю одонтостилю- трубчастого колючого органу, який використовується для живлення та виділення відходів життєдіяльності, мають гладку кутикулу з мікропорами та трофосому (залозистий орган, що утворений зі стінок фаринксу).

## Классификация
Ряд містить дві родини:
- Mermithidae
- Tetradonematidae